# Tristánie

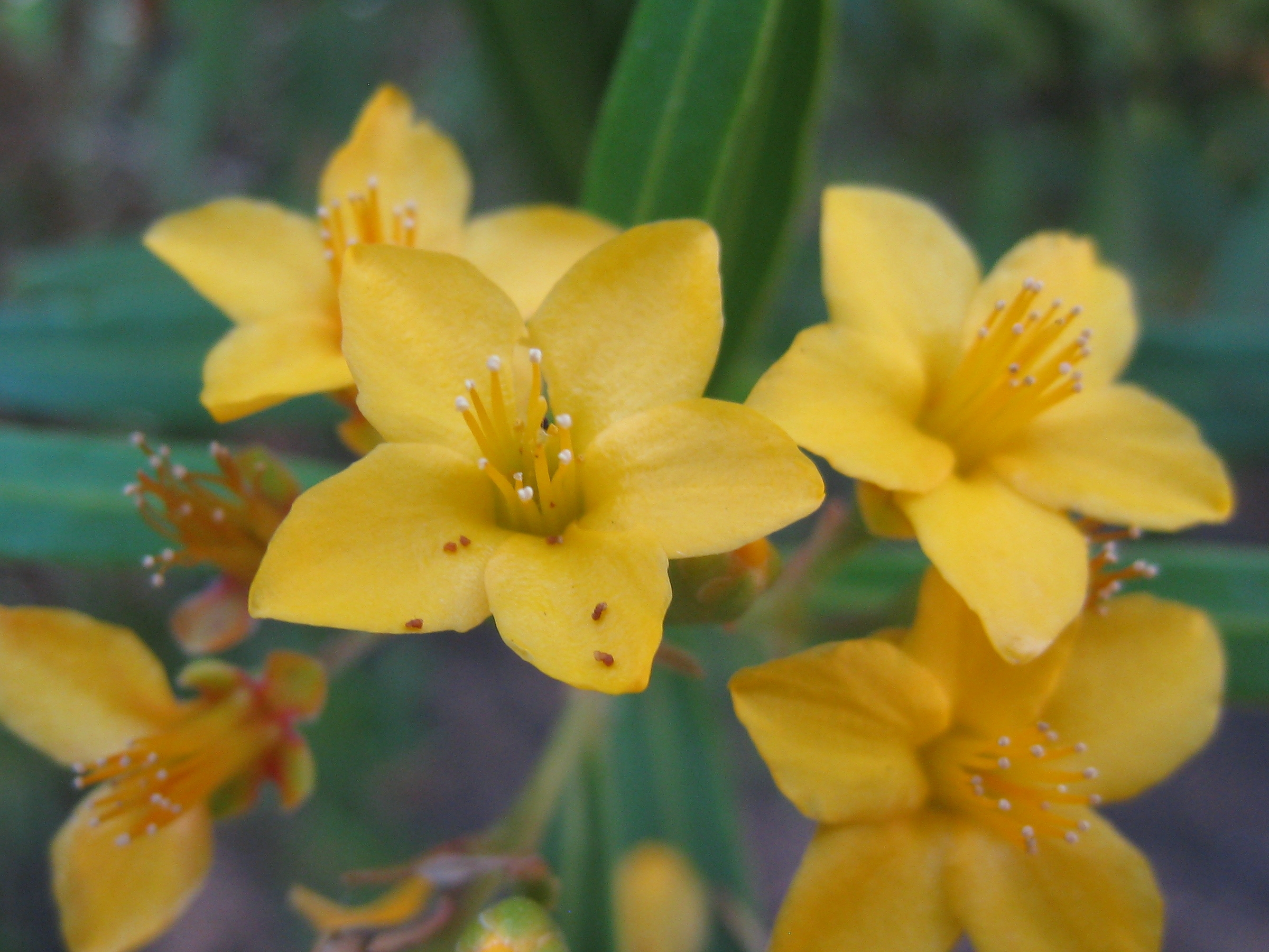
Detail květů tristánie

Tristánie (Tristania) je rod rostlin z čeledi myrtovité, jehož jediným zástupcem je druh Tristania neriifolia. Je to keř nebo malý strom s jednoduchými, vstřícnými listy, které tvarem připomínají listy oleandru. Květy jsou pětičetné, jasně žluté. Druh se vyskytuje pouze při pobřeží Nového Jižního Walesu ve východní Austrálii. Dřevo je tvrdé a pružné.

## Popis
Tristánie je keř nebo malý strom. Listy jsou jednoduché, vstřícné, úzce kopinaté až úzce eliptické, řapíkaté, 3,5 až 7,5 cm dlouhé a 5 až 15 mm široké, na vrcholu špičaté, na bázi zúžené, s málo zřetelnou zpeřenou žilnatinou. Čepel listů je na ploše hustě žláznatě tečkovaná. Květy jsou žluté, pětičetné, uspořádané v úžlabních vidlanech. Kalich je vytrvalý, složený z 5 trojúhelníkovitých cípů. Korunní lístky jsou eliptické, 6 až 10 mm dlouhé, žluté. Tyčinek je mnoho, jsou žluté a sdružené do 5 skupin. Semeník je polospodní, srostlý ze 3 plodolistů a se 3 komůrkami. Čnělka je stejně dlouhá jako tyčinky nebo delší. Plodem je tenkostěnná pouzdrosečná tobolka, délkou nepřesahující vytrvalou češuli a pukající 3 chlopněmi. Semena jsou 1 až 2 mm dlouhá, úzce klínovitá.

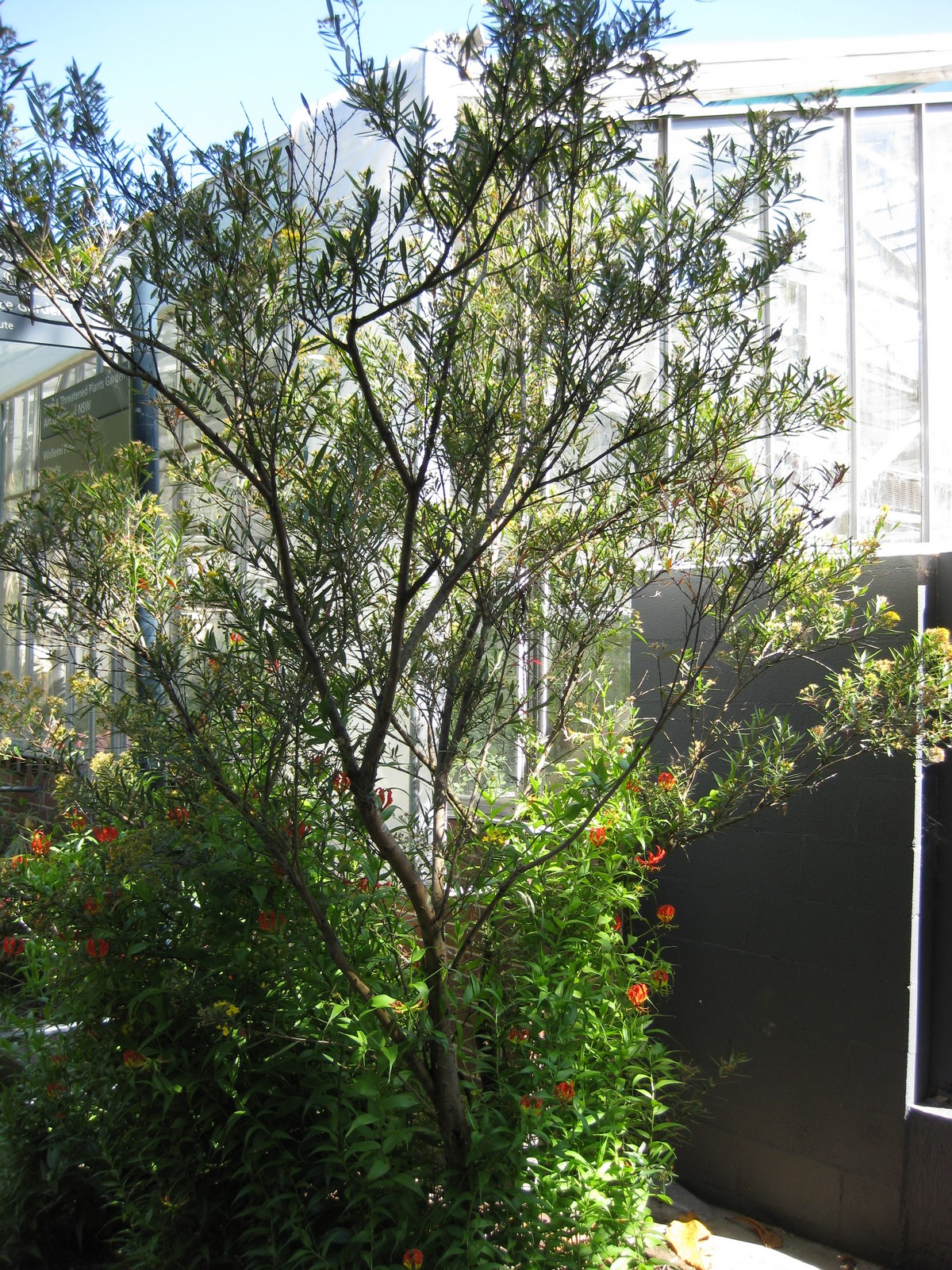
Tristánie v botanické zahradě v Sydney
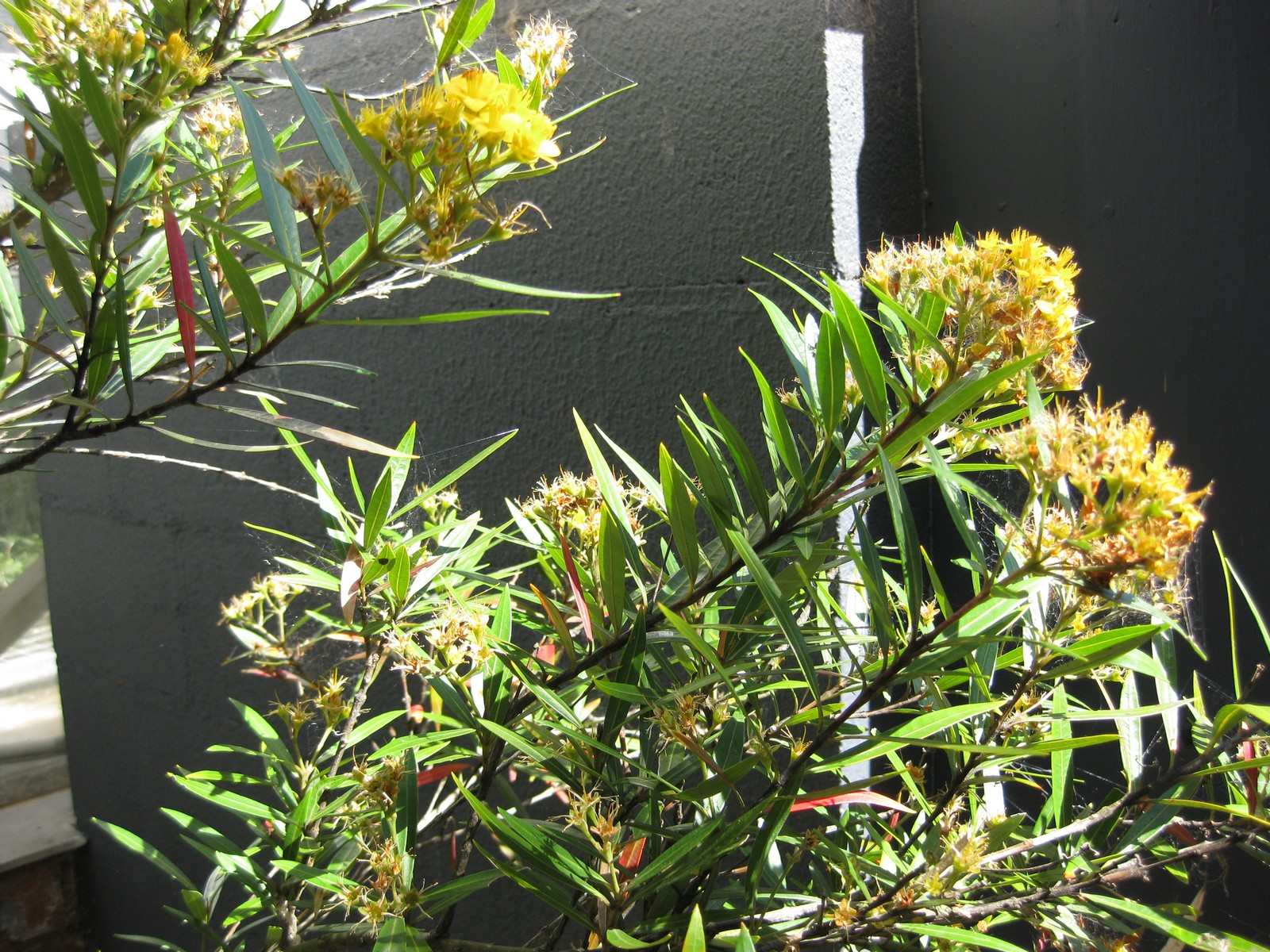
Kvetoucí tristánie

## Rozšíření
Tristánie je endemit Nového Jižního Walesu v Austrálii. Je rozšířena na pobřeží a v přilehlých horách. Roste zejména podél vodních toků.

## Taxonomie
Rod Tristania je řazen spolu s dalšími 2 rody (Thaleropia a Xanthomyrtus) do tribu Tristanieae v rámci podčeledi Myrtoideae. Největším rodem tohoto tribu je Xanthomyrtus (23 druhů).

## Význam
Dřevo tristánie je tvrdé a pružné. Používá se zejména na výrobu palic, násad a v minulosti i ozubených kol. Je též ceněné na stavbu lodí.